# Нижнетёплое
Нижнетёплое (укр. Нижньотепле) — село, относится к Станично-Луганскому району Луганской области Украины.
Население по переписи 2001 года составляло 2096 человек. Почтовый индекс — 93632. Телефонный код — 6472. Занимает площадь 2,8 км².

## Местный совет
93632, Луганська обл., Станично-Луганський р-н, с. Нижньотепле, вул. Центральна, 1 (укр.)

## История
Городок Теплинский основан донскими казаками. Первое упоминание о городке встречено в 1647 году — со слов атамана Г. Веневитинова по пути из Черкасска произошло нападение разбойных людей и два его спутника остались в Теплинском городке — то есть на 1647 год он уже существовал. Хотя в ревизии 1703 года указанная дата постройки — 1673 год. За активную поддержку Кондратия Булавина городок был уничтожен и земли вокруг были отняты и переподчинены слобожанам. Долгое время казаки пытались восстановить тут свой контроль, но максимум, что удалось — восстановить хутор в ведении станицы Луганской. Хотя в 1900—10 годах была попытка восстановить станицу Теплянскую путём создания Теплянского юрта (станицы Теплянской и еще 11 хуторов, выделенных из Луганского юрта), но процесс так и не был завершен. К тому же при создании Украинской ССР все эти земли были снова отобраны у казаков и переданы в её ведение.